# Sörgården i Byn
Sörgården i Byn – miejscowość (småort) w Szwecji w gminie Härnösand w regionie Västernorrland. Około 52 mieszkańców.